# Rosalba crassepunctata
Rosalba crassepunctata là một loài bọ cánh cứng trong họ Cerambycidae.